# Basileuterus
Basileuterus ist eine Singvogel-Gattung in der Familie der Waldsänger (Parulidae). Die Gattung umfasst je nach Autor 11 bis 12 Arten. Verbreitet sind die kleinen Vögel in Zentralamerika und Südamerika. Charakteristisch sind bei den meisten  Arten ein Scheitelstreifen, Scheitelseitenstreifen sowie Superciliarstreifen. Das Oberseitengefieder ist meist olivgrün bis olivgrau; das Unterseitengefieder gelb bis schmutziggelb oder weißlich-grau bis weißlich-gelb, oft mit verwaschenen Flanken.

## Arten
| - Cajamarcawaldsänger (Basileuterus trifasciatus) - Dreistreifen-Waldsänger (Basileuterus tristriatus) - Basileuterus melanotis – (teilweise Unterart von Basileuterus tristriatus) - Basileuterus tacarcunae – (teilweise Unterart von Basileuterus tristriatus) - Basileuterus punctipectus – (teilweise Unterart von Basileuterus tristriatus) - Fächerwaldsänger (Basileuterus lachrymosus) | - Goldhähnchen-Waldsänger (Basileuterus culicivorus) – Drei Unterarten werden teilweise als eigene Arten geführt: - Weißbauch-Waldsänger (Basileuterus (c.) hypoleucus) - Graubrauen-Waldsänger (Basileuterus (c.) cabanisi) - Weißbrauen-Waldsänger (Basileuterus (c.) auricapilla) - Goldstreif-Waldsänger (Basileuterus belli) - Pirrewaldsänger (Basileuterus ignotus) - Rotkappen-Waldsänger (Basileuterus rufifrons) - Schwarzwangen-Waldsänger (Basileuterus melanogenys) |

Einige Arten, die früher in dieser Gattung geführt wurden, werden heute in die eigene Gattung Myiothlypis gestellt:
| - Flusswaldsänger (Myiothlypis rivularis) - Schmätzerwaldsänger (Myiothlypis fulvicauda) - Santa-Marta-Waldsänger (Myiothlypis basilicus) - Schwarzscheitel-Waldsänger (Myiothlypis nigrocristata) - Olivflanken-Waldsänger (Myiothlypis leucoblephara) - Bergbach-Waldsänger (Myiothlypis signata) - Feenwaldsänger (Myiothlypis fraseri) - Gilbwaldsänger (Myiothlypis flaveola) | - Goldbauch-Waldsänger (Myiothlypis chrysogaster) - Goldflanken-Waldsänger (Myiothlypis leucophrys) - Graukehl-Waldsänger (Myiothlypis cinereicollis) - Grauwangen-Waldsänger (Myiothlypis griseiceps) - Weißzügel-Waldsänger (Myiothlypis conspicillata) - Goldscheitel-Waldsänger (Myiothlypis coronata) - Bindenwaldsänger (Myiothlypis bivittata) - Bonapartewaldsänger (Myiothlypis luteoviridis) |